# ステイション・トゥ・ステイション
『ステイション・トゥ・ステイション』（原題：Station to Station）は、イギリスのミュージシャン、デヴィッド・ボウイの9作目のアルバム。
1976年1月23日にRCAレコードよりリリースされた。
1991年にEMI（米国ではRYKO）よりCD化され再発売されており、その際にボーナストラックとして未発表テイクが2曲追加収録されている。

## 解説
自身初の主演映画『地球に落ちて来た男』の公開後に制作された。映画の内容に刺激を受けたこと、また本アルバム作成に至るまでの極度の薬物依存による影響により苦悩していたボウイは、新たなアイデンティティを求め、前作『ヤング・アメリカンズ』とは正反対の「白人である自分がいかに黒人音楽を取り入れるべきか」という結論に至り、それが本アルバムのテーマとなった。本作品は、ソウル・ミュージックを大胆に取り入れた前作から次作『ロウ』でのクラフトワークなどの影響による電子音楽への傾倒までの間に制作されており、その中間点とも呼べる作品である。後に、『ロウ』以降の三部作はベルリン三部作と称され、ボウイの作品として最も評価の高い作品群となった。
アルバムの歌詞は、当時ボウイが没頭していたフリードリヒ・ニーチェ、アレイスター・クロウリー、神話や宗教などの影響が反映されている。
また、この当時にボウイは「ジギー・スターダスト」「アラジン・セイン」に次ぐ新たなキャラクターとして、「シン・ホワイト・デューク」（痩せた青白き公爵）と名乗り、ドイツのライブではナチズムを意識したステージを行い、アドルフ・ヒトラーを擁護するような発言や、ジークハイルを行ったとの話（実際はボウイは車の上から手を振っていただけ）が広まり、一部では危険人物とみなされることとなった。
『ローリング・ストーンの選ぶオールタイム・ベストアルバム500』（2020年版)において、52位にランクイン。
英音楽誌NMEは、本作から「ゴールデン・イヤーズ」（16位）、「ステイション・トゥ・ステイション」（19位）、「TVC 15」（24位）、「野生の息吹」（39位）の4曲を「NMEが選ぶデヴィッド・ボウイの究極の名曲1〜40位」に選んでいる。

## 収録曲
| #  | タイトル                                                 | 作詞                             | 作曲                             | 時間  |
| -- | -------------------------------------------------------- | -------------------------------- | -------------------------------- | ----- |
| 1. | 「ステイション・トゥ・ステイション」(Station to Station) | デヴィッド・ボウイ（注記を除く） | デヴィッド・ボウイ（注記を除く） | 10:05 |
| 2. | 「ゴールデン・イヤーズ」(Golden Years)                   | デヴィッド・ボウイ（注記を除く） | デヴィッド・ボウイ（注記を除く） | 3:59  |
| 3. | 「ワード・オン・ア・ウィング」(Word on a Wing)           | デヴィッド・ボウイ（注記を除く） | デヴィッド・ボウイ（注記を除く） | 5:57  |

| #         | タイトル                           | 作詞               | 作曲                   | 時間  |
| --------- | ---------------------------------- | ------------------ | ---------------------- | ----- |
| 4.        | 「TVC 15（ワンファイヴ）」(TVC 15) |                    |                        | 5:28  |
| 5.        | 「ステイ」(Stay)                   |                    |                        | 6:08  |
| 6.        | 「野性の息吹き」(Wild Is the Wind) | ネッド・ワシントン | ディミトリ・チョムキン | 5:58  |
| 合計時間: | 合計時間:                          | 合計時間:          | 合計時間:              | 38:08 |

| #  | タイトル                                              | 作詞 | 作曲 | 時間 |
| -- | ----------------------------------------------------- | ---- | ---- | ---- |
| 7. | 「ワード・オン・ア・ウィング」(Word on a Wing (Live)) |      |      | 6:16 |
| 8. | 「ステイ」(Stay (Live))                               |      |      | 7:33 |

## 参加ミュージシャン
- デヴィッド・ボウイ - ボーカル、ギター、サックス
- カルロス・アロマー - ギター
- アール・スリック - ギター
- ジョージ・マレイ - ベース
- デニス・デイヴィス - ドラムス
- ロイ・ビタン - ピアノ
- ウォーレン・ピース（ジェフ・マコーマック） - ボーカル